# Driftstroom

Ekmanspiraal:
1) Wind
2) Aanvankelijke stroomrichting
3) Oppervlaktestroom
4) Corioliseffect

Een driftstroom of (wind)drift is een stroom die veroorzaakt wordt door wind dat het water meesleept. Wind die over het zeeoppervlak waait, veroorzaakt een schuifspanning waardoor de waterdeeltjes meegesleept worden, afhankelijk van de windsterkte. De hierdoor opgewekte driftstroom ondervindt de invloed van het corioliseffect waardoor op het noordelijk halfrond een afwijking naar rechts ontstaat en op het zuidelijk halfrond een afwijking naar links, wat de Ekmanspiraal genoemd wordt.
De meeste zeestromen zijn een combinatie van een gradiëntstroom en driftstroom.